# Soducena
Soducena (em grego: Σοδουκηνή; romaniz.: Sodoukēnḗ), Tsavedeque (em armênio: Ծավդեք; romaniz.: Cawdekʼ), Savedeque (Սավդեք, Sawdekʼ) ou Zavedeque (Զավդեք, Zawdekʼ) foi um dos possíveis cantões (gavares) da província de Orquistena. Corresponde ao moderno (raion) de Bassarguechar, na Armênia e compreendia uma área de 2 045 quilômetros quadrados. Seu principal cidade chamava-se Saudeque / Zaudeque, também chamada Sotique (Sot’ik’), que corresponde à atual vila de Zode. Foi mencionado na obra de Ptolemeu que, no entanto, não fez menção a Orquistena nesse contexto, o que dificulta determinar a posição regional de Soducena.